# Código de barras de color de Alta Capacidad

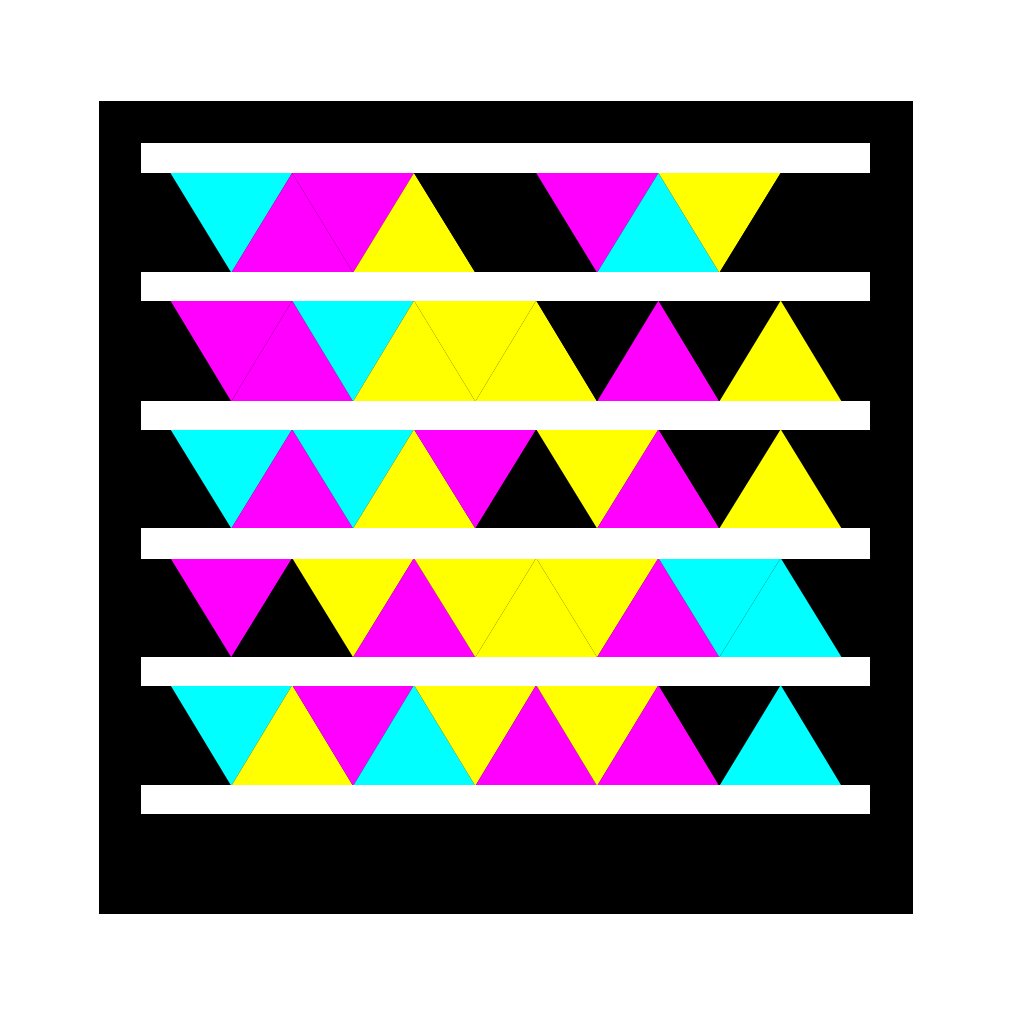
Código de barras de color de Alta Capacidad.

El código de barras de color de Alta Capacidad (en inglés: High Capacity Color Barcode, HCCB), fue creado por Gavin Jancke,Director de ingeniería de Microsoft Research en el 2007. Es un tipo de código de barras que utiliza triángulos de color, en lugar de las líneas blancas y negras utilizadas por otros sistemas de código de barras.

## Historia
El 'Código de barras de color de Alta Capacidad' (HCCB) es un sistema de código de barras, desarrollado por Microsoft. El sistema no está destinado a reemplazar los tradicionales códigos de barras, sino que más bien les permite obtener más información al estar ésta almacenada.
Este código de barras puede ser impreso usando una impresora regular de inyección o una impresora laser.

## Normalización
El 16 de abril de 2007 se supo que Norma Internacional del Sector Audiovisual Número Internacional (ISAN-IA) posee la licencia de la tecnología.